# Арп, Клаус
Кла́ус Арп (нем. Klaus Michael Arp; 2 апреля 1950, Зольтау — 4 января 2016, Людвигсхафен-на-Рейне) — немецкий дирижёр и композитор.

## Биография
Родился в семье пастора.
С 1968 года учился в Государственной высшей школе музыки в Гамбурге по классам фортепиано, композиции и дирижирования. В студенческие годы руководил также джаз-комбо и ансамблем минималистской музыки.
В 1975—1981 годы — ассистент и пианист-солист в балете Гамбургской оперы, там же начал дирижировать. С 1981 года — первый капельмейстер театра Кобленц и Рейнской филармонии. В 1987—1995 годы — главный дирижёр оркестра радиовещания Кайзерслаутерн.
Как дирижёр гастролировал в Италии, Франции и Тайване; с 1990 года — приглашённый дирижёр симфонического оркестра Радио и телевидения Хорватии. С 1995 года руководил постановками в опере Филадельфии, регулярно дирижировал новогодними концертами в США и Канаде.
В 1992—2011 годы — художественный руководитель Villa Musica, в 2002—2016 — руководитель хора Бетховена в Людвигсхафене. Одновременно с 1993 года — профессор дирижирования и руководитель оркестра Высшей школы музыки и изобразительных искусств в Маннгейме.

## Композитор
К 200-летию театра Кобленц написал оперу Одиссей на Огигии, первое исполнение которой состоялось в 1988 году.
В 2000 году в Екатеринбурге дирижировал премьерой своего Концертино для скрипки и оркестра (солист Михаил Цинман).
В мае 2001 года хор Радио и телевидения Хорватии исполнил его композицию «Мечта Икара» (нем. Traum des Ikarus) для смешанного хора, басовой флейты и клавишных.
В 2002 году в Москве состоялась премьера его Квинтэссенции для гобоя / английского рожка, кларнета / бас-кларнета, скрипки, виолы и контрабаса.
В 2004 году состоялась премьера его камерной оперы Friendly Fire (Дружественный огонь), написанной по заказу Нойкёльнской оперы.

## Семья
Жена — Ингеборга Бернерт (нем. Ingeborg Bernerth), художник-декоратор.